# 安吉白茶

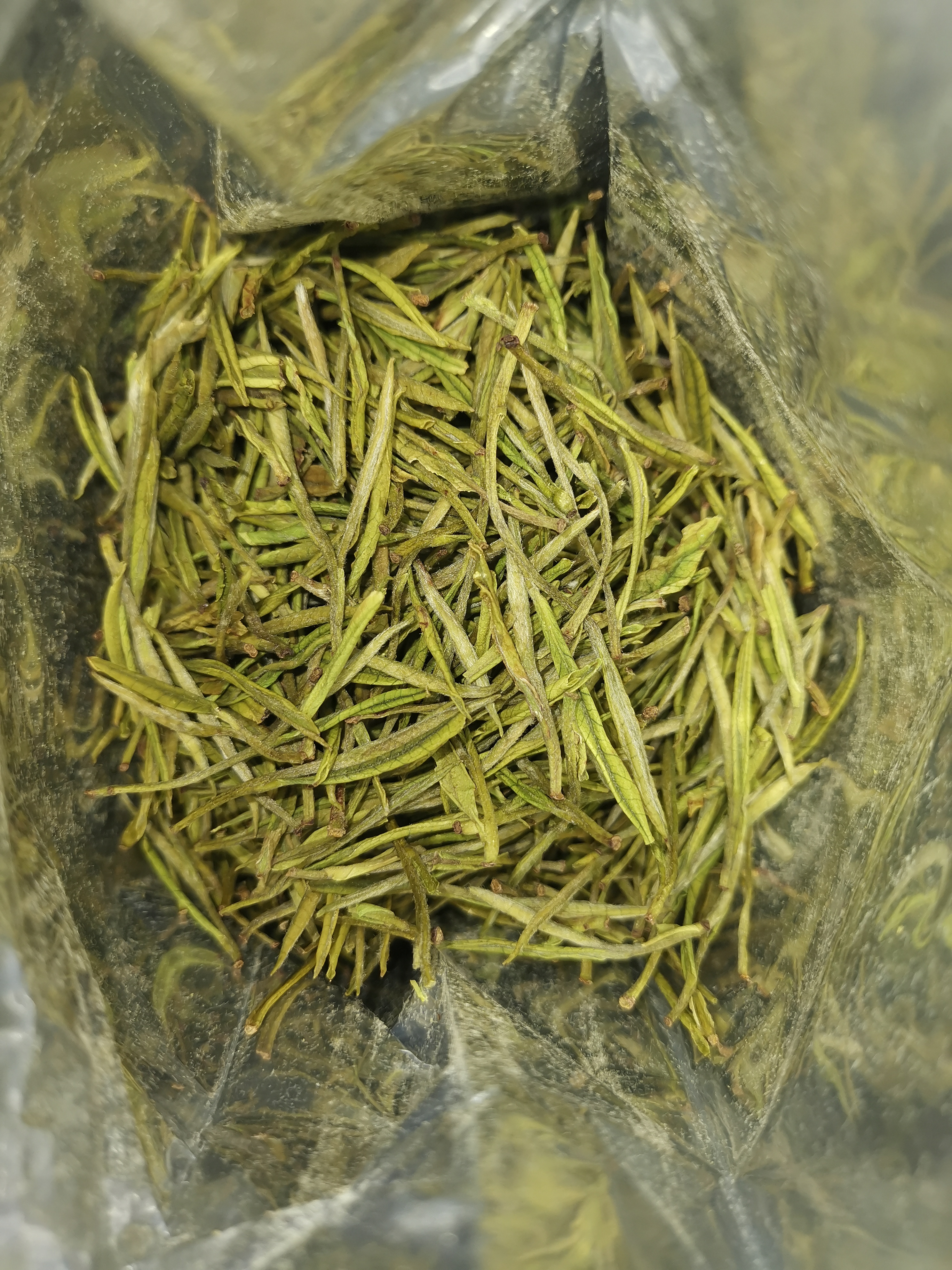
安吉白茶

安吉白茶，是中华人民共和国浙江省湖州市安吉的一个土特产綠茶、中国地理标志产品。

## 特点
1970年代，当地农业人员在安吉县天荒坪镇大溪村桂家场发现了单株野生白茶树，经过培育而成的茶树品种。安吉白茶因叶色玉白，形如凤羽，又名玉凤茶。当地农民每年春天在低温环境中采摘，由于新生叶片中叶绿素合成受阻，出现叶色的阶段性白化，而随气温上升后，叶色恢复成绿色。其采摘期只有30天（通常4月15日至5月15日）。采幼嫩芽叶经适度摊放、杀青、摊凉、初烘、复烘制成。2004年4月6日，录入中国地理标志产品保护列表。2020年9月，中国-欧盟签署中欧地理标志协定，安吉白茶位列其中。